# Großkaliberpistole/Großkaliberrevolver
Großkaliberpistole/Großkaliberrevolver ist eine Disziplin, die vom Deutschen Schützenbund im Rahmen des Breitensportes angeboten wird. In dieser werden zwei unterschiedliche Zeitserien aus einer statischen Position auf eine Zielscheibe in einer vorgegebenen Entfernung abgegeben. Zugelassen sind handelsübliche Pistolen in den Kalibern 9 mm Luger und .45 ACP sowie Revolver in den Kalibern .357 Magnum und .44 Magnum. Einzelheiten zu Waffenbeschränkungen, Munition, Anschlagsart und dem Schießprogramm werden über die Sportordnung des Schützenbundes geregelt.
Beispielsweise darf das Abzugsgewicht der Waffe 1000 g nicht unterschreiten, die Magazinkapazität muss mindestens fünf Patronen betragen. Optische Zielhilfen sind nicht gestattet. Zudem ist die Verwendung der Munition vorgeschrieben. Munition für Revolver darf nur aus selbigen verschossen werden, dieses gilt analog für Pistolenmunition.
Die Scheibenentfernung beträgt 25 Meter, wobei es den Sport ausübenden Vereinen selbst belassen bleibt, ob sie Dreh- oder Standscheiben verwenden. Der Waffenanschlag erfolgt stehend freihändig. Die Waffe darf mit beiden Händen gehalten werden und es darf im Voranschlag geschossen werden.
Das Programm umfasst 40 Schuss bestehend aus zwei Durchgängen zu je 20 Schuss, diese sind unterteilt in vier Serien zu je fünf Schuss in 150 Sekunden. Der zweite Durchgang umfasst vier Serien zu je fünf Schuss in 20 Sekunden.